# Helicopsyche howesi
Helicopsyche howesi är en nattsländeart som beskrevs av Tillyard 1924. Helicopsyche howesi ingår i släktet Helicopsyche och familjen Helicopsychidae. Inga underarter finns listade i Catalogue of Life.